# Дозор-600
Дозор-600 (Дозор-3) — российский разведывательно-ударный беспилотный летательный аппарат. Разрабатывается компанией «Транзас». Относится к классу тяжёлых средневысотных БПЛА большой продолжительности и дальности полёта.

## История
При разработке использовался индекс «Дозор-3».
Первый полёт масштабного прототипа «Дозор-100» состоялся в июле 2009 года.
Впервые БПЛА был представлен на авиасалоне «МАКС-2009».

## Описание и применение
Предназначен для ведения тактической разведки в прифронтовой полосе или полосе маршрута с передачей оператору БЛА видовой и полетной информации в реальном масштабе времени. При необходимости возможна доработка БЛА с целью установки и применения высокоточного оружия.
Планер имеет нормальную аэродинамическую схему с однобалочным фюзеляжем и задним расположением силовой установки. Хвостовое оперение V-образное. Фюзеляж состоит из трёх основных частей. В носовой части расположены сенсорные системы, пилотажно-навигационное оборудование и парашютная система. Среднюю часть занимает топливный бак. В хвостовой части размещены система энергоснабжения и силовая установка.
Основу полезной нагрузки составляют три системы: радиолокационная (РЛС переднего и бокового обзора с синтезированной апертурой), оптико-тепловизионная (видеокамера и тепловизор) и фотографическая (фотокамера высокого разрешения со сменными объективами), которые могут работать одновременно, а значит передавать потребителю большой объём информации от различных источников. Кроме того, полезная нагрузка включает в себя систему автосопровождения и целеуказания, систему передачи фото-, видео-, РЛ- и тепловизионного изображений, а также систему архивации и хранения информации на борту. Для обеспечения связи возможно применение спутникового канала связи и радиолинии в пределах зоны прямой видимости. При необходимости для решения специальных задач БЛА может быть оборудован газоанализатором, лидаром, сканером и другими датчиками.
Управление БЛА может осуществляться в автономном (по программе), ручном (дистанционное пилотирование пилотом-оператором) или комбинированном (автономное и ручное) режимах. Полётное задание может содержать 250 опорных точек маршрута, при этом точность навигации составляет 15-30 м.
Взлёт и посадка производятся по-самолётному (шасси — колёса/лыжи) с использованием грунтовых площадок или аэродромов. При нештатной ситуации предусмотрено применение аварийно-спасательной системы. Эксплуатацию обеспечивает персонал из четырёх человек.
В настоящее время комплекс и сам аппарат находятся на завершающей стадии разработки.

## Ход работ
- 2011 — петербургская компания «Транзас» и казанское опытно-конструкторское бюро «Сокол» начали проектирование больших ударных БПЛА. На выполнение программы в общей сложности намечается потратить 3 млрд руб[Прим. 1], а испытания аппаратов начать в 2015 году[3].
- 2013 — глава Минобороны РФ Сергей Шойгу потребовал от российских разработчиков  БПЛА ускорить темпы выполнения работ[3].

## ЛТХ и сравнение с близкими аналогами
|                                 | Hermes 900      | Heron 1         | MQ-1B Predator      | MQ-1C Grey Eagle           | Дозор-600 (прототип) |
| ------------------------------- | --------------- | --------------- | ------------------- | -------------------------- | -------------------- |
| Внешний вид                     |                 |                 |                     |                            |                      |
| Принят на вооружение, год       | 2011            | 2007            | 2005                | 2008                       | —                    |
| Максимальная взлётная масса, кг | 970             | 1250            | 1020                | 1450                       | 720                  |
| Масса пустого, кг               | н/д             | н/д             | 512                 | н/д                        | н/д                  |
| Масса полезной нагрузки, кг     | 300             | 250             | 204                 | 260+225                    | 120                  |
| Размах крыла, м                 | 15,3            | 16,6            | 16,8                | 17,0                       | 12,0                 |
| Длина, м                        | 8,3             | 8,5             | 8,2                 | 8,5                        | 7,0                  |
| Высота, м                       | н/д             | 2,3             | 2,1                 | 2,1                        | 2,5                  |
| Практический потолок, м         | 9150            | 9150            | 7600                | 8850                       | 7500                 |
| Крейсерская скорость, км/ч      | 110—145         | 110—150         | 130                 | н/д                        | 120—150              |
| Максимальная скорость, км/ч     | 220             | 220             | 215                 | 250                        | 210                  |
| Практическая дальность, км      | 1500            | н/д             | 1200                | н/д                        | н/д                  |
| Продолжительность полета, ч     | 36              | 20-45           | 40                  | 30                         | 24                   |
| Тип двигателя                   | 1 х Rotax 914 F | 1 х Rotax 914 F | 1 х Rotax 914 F     | 1 x Thielert Centurion 1.7 | 1 х Rotax 914 F      |
| Мощность двигателя, л. с.       | 115             | 115             | 115                 | 135                        | 115                  |
| Вооружение                      | опция           | опция           | 2 х ПТУР «Хеллфайр» | 4 х ПТУР «Хеллфайр»        | опция                |
| Стоимость БПЛА                  | н/д             | н/д             | $4,03 млн           | $8,0 млн                   | н/д                  |
| Стоимость комплекса             | н/д             | н/д             | $20,0 млн           | $90,9 млн                  | н/д                  |

1. ↑  приведены данные современной модификации MQ-1B Block 10/15
2. ↑  в комплекс входит 4 БПЛА, пункт наземного управления и система спутниковой связи
3. ↑  в комплекс входит 4 БПЛА, пункт наземного управления и система спутниковой связи

## Сноски
1. ↑  Свои "Хищники". Дата обращения: 1 мая 2020. Архивировано 23 ноября 2020 года.
2. 1 2  Дозор-600. uav-dozor.ru. Дата обращения: 9 февраля 2010. Архивировано из оригинала 18 марта 2012 года.
3. 1 2  Новости ВПК. Дата обращения: 1 мая 2020. Архивировано 24 июня 2021 года.
4. ↑  Беспилотный аппарат HERMES 900
5. ↑  Heron 1
6. ↑  MQ-1B PREDATOR
7. ↑  MQ-1C Grey Eagle
8. ↑  ДОЗОР 600
9. ↑  First Flight of the Elbit Systems Hermes 900 UAV
10. ↑  Беспилотный аппарат HERMES 900
11. ↑  Израиль поставит Чили БЛА Hermes 900
12. ↑  Rotax 914 F